# 1-й Курсовий провулок (Біла Церква)
1-й Курсовий провулок  — одна із вулиць у місті Біла Церква.
Бере свій початок від вулиці Фастівська до вулиці Олеся Гончара